# 鈴木康夫
鈴木 康夫（すずき やすお、1940年〈昭和15年〉11月26日 - ）は、日本の生物学者・薬学者（生化学・ウイルス学）、薬剤師。勲等は瑞宝中綬章。学位は薬学博士（静岡薬科大学・1974年）。静岡県立大学名誉教授。
静岡県立大学薬学部教授、静岡県立大学薬学部学部長、静岡県立大学大学院薬学研究科研究科長、中部大学生命健康科学部教授などを歴任した。

## 概要
生化学やウイルス学を専攻する静岡県出身の生物学者、薬学者である。インフルエンザの研究で知られている。静岡県立大学、中部大学などで教鞭を執った。

## 来歴

### 生い立ち
1940年（昭和15年）11月26日、静岡県浜松市にて生まれた。静岡薬科大学に進み、大学院の薬学研究科を修了した。静岡薬科大学では松本亮から指導を受けた。「組織培養細胞における脂質の生化学的研究――麻疹ウイルス感染および非感染宿主細胞における脂質代謝の比較」と題した研究論文にて、薬学博士号を取得した。

### 薬学者として
母校である静岡薬科大学が静岡女子大学や静岡女子短期大学と統合され静岡県立大学が新設されると、同大学にて教鞭を執った。薬学部にて教授を務め、薬学部の学部長や大学院薬学研究科の研究科長を歴任した。また、その間、オーストラリアのグリフィス大学や中国の浙江省医学科学院にて客員教授も兼任した。その後、中部大学に移り、新設された生命健康科学部にて生命医科学科の教授を務めた。2023年（令和5年）、瑞宝中綬章受章。

## 研究
生化学やウイルス学を専門としており、薬学分野に対し生物学的見地からアプローチしている。ウイルスに感染した際の糖鎖機能について研究しており、その結果を医薬品の開発に応用することを目指している。
近年ではインフルエンザの研究に注力しており、鳥類の糞などからトリインフルエンザウイルス採取し鶏卵で培養し、それにさまざまな物質を注入することでウイルスに対抗し得る物質を調査している。また、その研究の過程において、インフルエンザウイルスの変異を数時間で測定、検知する技術を開発している。
また、糖鎖ウイルス学に関する情報の共有を促進するため、情報共有サイト『Glycoforum』の起ち上げにも携わった。
「インフルエンザ制圧に寄与する糖鎖薬学的研究と活動」の業績が評価され、2016年（平成28年）7月17日に静薬学友会賞が授与されている。また、2004年（平成16年）には中日文化賞が授与された。

## 家族・親族
鈴木の息子の瀬名秀明は、薬学部から薬学研究科に進み薬剤師資格を取得するなど、鈴木と同じく薬学者の道を歩んでいたが、大学院生のときに小説『パラサイト・イヴ』で文壇にデビューした。以降は作家として活動しており、東北大学大学院工学研究科にて特任教授なども務めた。筆名の「瀬名」は、かつて鈴木家が静岡県静岡市瀬名（現在の静岡県静岡市葵区瀬名）に住んでいたことに因んでいる。

## 門下生
- 鈴木隆[16]

## 略歴
- 1940年[2] - 静岡県浜松市にて誕生[1]。

## 賞歴
- 2004年 - 中日文化賞[14]。
- 2016年 - 静薬学友会賞[10]。

## 栄典
- 2023年 - 瑞宝中綬章[5][6]。

## 著作

### 共著
- 佐塚正樹編著、三好規之ほか著『食べ物と健康の基礎実習――食と健康について学ぶ学生の基礎力向上のために』理工図書、2010年。ISBN 978-4-8446-0756-4

### 編纂
- 鈴木康夫・安藤進編著『ガングリオシド研究法』1巻、学会出版センター、1995年。ISBN 4762287857
- 鈴木康夫・安藤進編著『ガングリオシド研究法』2巻、学会出版センター、1995年。ISBN 4762287865

### 監修
- 瀬名秀明著、鈴木康夫監修『インフルエンザ21世紀』文藝春秋、2009年。ISBN 978-4-16-660733-4

### 翻訳
- Ajit Varkiほか編、鈴木康夫監訳『コールドスプリングハーバー糖鎖生物学』丸善、2003年。ISBN 4621072927
- Ajit Varkiほか編、鈴木康夫・木全弘治監訳『コールドスプリングハーバー糖鎖生物学』2版、丸善、2010年。ISBN 978-4-621-08304-8

### 寄稿、分担執筆、等
- 静岡新聞社編『Life――いのちを脅かすもの――静岡県立大学公開講座』静岡新聞社、2003年。ISBN 478380320X

## 関連人物
- 瀬名秀明